# 5851 Інагава
5851 Інагава (5851 Inagawa) — астероїд головного поясу, відкритий 23 лютого 1991 року.
Тіссеранів параметр щодо Юпітера — 3,356.